# All the Right Moves (OneRepublic)
All the Right Moves è un singolo del gruppo musicale statunitense OneRepublic, pubblicato il 29 settembre 2009 come primo estratto dal secondo album in studio Waking Up.

## Descrizione
Il brano è stato reso disponibile per l'airplay radiofonico il 29 settembre 2009 e per il download digitale il 6 ottobre.
Il frontman del gruppo Ryan Tedder ha scritto sul proprio blog che prima di essere scelto come singolo All the Right Moves era stato interpretato svariate volte dal vivo. Tuttavia il cantante ha definito la versione presente sull'album "un altro animale", rispetto a quella interpretata dal vivo, più energica e divertente.

## Video musicale
Il video musicale, diretto da Wayne Isham, è stato presentato per la prima volta sui siti internet VH1.com ed MTV.com. l'8 ottobre 2009. Il video mostra il gruppo esibirsi davanti ad un ballo in maschera. Contemporaneamente il video segue la storia di un ragazzino che ruba denaro ai partecipanti alla festa.

## Tracce
1. All The Right Moves – 3:59

## Formazione
- Ryan Tedder – voce, pianoforte, tastiera
- Zach Filkins – viola, chitarra, cori
- Drew Brown – chitarra, cori, xilofono
- Brent Kutzle – basso
- Eddie Fisher – batteria

## Classifiche
| Classifica (2009/2010)           | Posizione più alta |
| -------------------------------- | ------------------ |
| Austria                          | 9                  |
| Belgio (Fiandre)                 | 8                  |
| Belgio (Vallonia)                | 6                  |
| Canada                           | 27                 |
| Danimarca                        | 40                 |
| Europa                           | 18                 |
| Finlandia                        | 17                 |
| Francia                          | 19                 |
| Germania                         | 14                 |
| Israele                          | 2                  |
| Italia                           | 26                 |
| Lussemburgo                      | 2                  |
| Norvegia                         | 10                 |
| Nuova Zelanda                    | 8                  |
| Paesi Bassi                      | 14                 |
| Polonia                          | 91                 |
| Regno Unito                      | 26                 |
| Repubblica Ceca                  | 3                  |
| Russia                           | 7                  |
| Slovacchia                       | 8                  |
| Svezia                           | 18                 |
| Svizzera                         | 2                  |
| Stati Uniti                      | 18                 |
| Stati Uniti (Radio)              | 11                 |
| Stati Uniti (Adult Contemporary) | 17                 |
| Stati Uniti (Pop)                | 16                 |